# Samuel Wallis

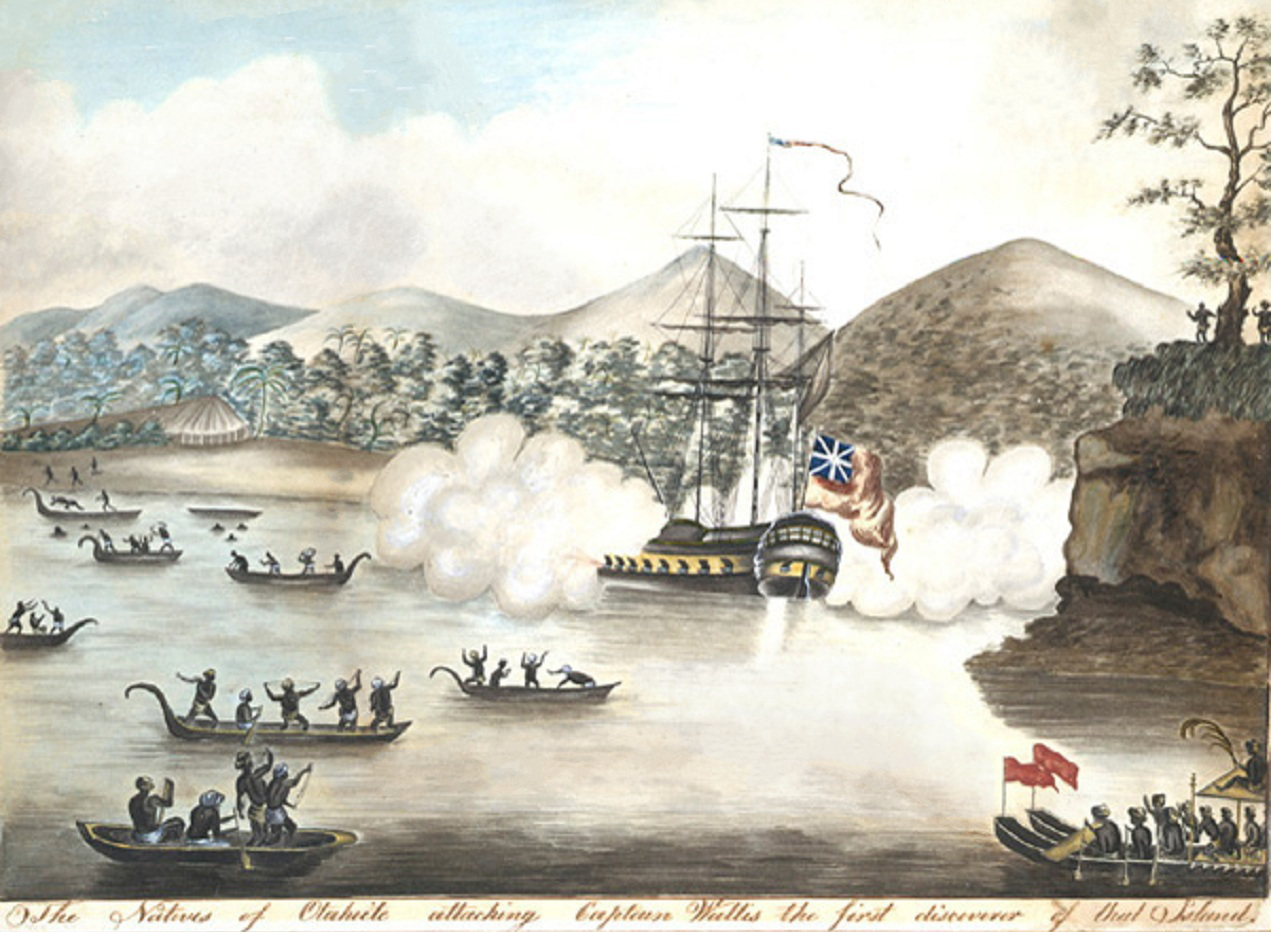
El capitán Wallis enfrentando la hostilidad tahitiana

Samuel Wallis (Cornualles, 23 de abril de 1728 - Londres, 21 de enero de 1795) fue un navegante y explorador inglés que circunnavegó la Tierra en el segundo viaje de exploración inglés al océano Pacífico, un viaje en el que descubrió varios archipiélagos nuevos e islas, en especial, la isla de Tahití, en la que desembarcó el 19 de junio de 1767. 

## Biografía
Samuel Wallis nació en Lanteglos, cerca de Camelford, en Cornualles, y participó en las guerras contra Francia, de 1744 a 1749 y de 1756 a 1763, en diferentes barcos bajo el patronazgo de Edward Boscawen.
En 1766, al regreso del HMS Dolphin al mando de John Byron de su viaje de circunnavegación, el Almirantazgo le asignó a Wallis el mando del barco con la misión de explorar el Pacífico para encontrar el continente Austral. Le acompañaba el HMS Swallow, al mando de Philip Carteret, que había acompañado a Byron, pero ambos barcos se separaron al cruzar en el estrecho de Magallanes, siguiendo luego rutas diferentes. Wallis cruzó el Pacífico pasando por las islas Tuamotu, las islas islas de la Sociedad, Tonga y Wallis y Futuna, hasta llegar a Batavia (la actual Yakarta) donde murieron muchos de sus tripulantes de disentería. En mayo de 1768, después de veintiún meses de su partida, tras rodear el cabo de Buena Esperanza, estaba de regreso en Inglaterra. El HMS Dolphin se convirtió así en el primer barco en haber realizado dos circunnavegaciones completas.
El principal descubrimiento de Wallis fue la isla que bautizó como King George the Third Island o Otaheite, hoy en día Tahití, que avistó en junio de 1767. Sus informes fueron decisivos para James Cook, que entonces estaba preparando su primer viaje al Pacífico y en cuya tripulación participaron algunos de los hombres que habían navegado con Wallis. En 1780 Wallis fue nombrado Comisionado del Almirantazgo.
El archipiélago polinesio de Wallis y Futuna (ahora una colectividad de ultramar francesa) fue nombrado así en su honor, así como una de sus islas, la isla Wallis.

### Ruta del viaje de circunnavegación (1766-68)
La ruta de su viaje de circunnavegación fue la siguiente:
- 22 de agosto de 1766: partida del puerto de Plymouth;
- septiembre: cargan víveres en la isla de Madeira, entre otras cosas, cebollas, lo que más tarde hará que Wallis se queje de la peste del barco;
- La Palma y Cabo Verde;
- diciembre: Patagonia y estrecho de Magallanes;
- abril de 1767: saliendo del estrecho de Magallanes, pierden de vista al Swallow;
- junio: en las Tuamotu descubre Whitsunday (Pinaki), Queen Charlotte (Nukutavake), Lord Egmont (Vairaatea), Duke de Gloucester (Paraoa), Duke of Cumberland (Manuhangi) y Prince William Henry (Nengonengo);
- isla Osnaburgh (Mehetia) en las islas de la Sociedad;
- del 18 de junio al 26 de julio de 1767 están en King George the Third Island (Tahití);
- julio: islas Scilly (Manuae);
- agosto: Keppel (Niuatoputapu) y Boscawen (Tafahi), de Tonga;
- 16 de agosto de 1767: isla Wallis, nombre dado por sus oficiales;
- setiembre: islas Rongalep, Bikini y Piscadone, en las islas Marshall;
- Saipán y Tinian, en las Islas Marianas del Norte;
- octubre: islas Bashee (islas Batan) en las Filipinas;
- noviembre: islas Spratly, en el mar de China; luego New Island (Namyit), isla Condone (en Vietnam), islas Tioman, Aros y Pesang (Malasia) e islas Pulo Toto y Pulo Weste (Indonesia);
- 30 de noviembre de 1767: Batavia (Yakarta);* febrero de 1768: cabo de Buena Esperanza;
- marzo: isla de Santa Helena;
- 19 de mayo de 1768: llega a Hastings, Inglaterra.